# Supercopa Argentina 2016
La Supercopa Argentina 2016, llamada Supercopa Argentina «Burger King» 2016 por motivos de patrocinio comercial, fue la quinta edición de este certamen. La disputaron el Club Atlético Lanús, ganador del Campeonato de Primera División 2016 y el Club Atlético River Plate, campeón de la Copa Argentina 2015-16, el 4 de febrero de 2017, en el estadio Ciudad de La Plata.
A partir de esta edición, el ganador ya no clasificaría a la Copa Sudamericana del siguiente año debido al cambio de formato en el calendario Conmebol.
El campeón fue Lanús, que ganó el partido por 3 a 0, y obtuvo así la segunda copa nacional de las dos que disputó en la temporada 2016.

## Equipos clasificados
| Lanús       | Campeón del Campeonato de Primera División 2016 |
| River Plate | Campeón de la Copa Argentina 2015-16            |

## Partido
| 4 de febrero de 2017, 21:30 (UTC-3) | Lanús                                       | 3:0 (0:0) | River Plate | Estadio Ciudad de La Plata, La Plata |                            |
|                                     | Acosta 69' · Pasquini 80' · Sand 87' (pen.) | Reporte   |             | Árbitro(s): Germán Delfino           | Árbitro(s): Germán Delfino |

### Ficha
| 31         | ARQ        | Esteban Andrada       |     |
| 4          | DEF        | José Luis Gómez       |     |
| 2          | DEF        | Marcelo Herrera       | 79' |
| 6          | DEF        | Diego Braghieri       |     |
| 3          | DEF        | Maximiliano Velázquez |     |
| 10         | MED        | Román Martínez        |     |
| 30         | MED        | Iván Marcone          |     |
| 19         | MED        | Nicolás Aguirre       | 58' |
| 16         | DEL        | Alejandro Silva       | 86' |
| 9          | DEL        | José Sand             |     |
| 7          | DEL        | Lautaro Acosta        |     |
| Entrenador | Entrenador | Jorge Almirón         |     |

| 1          | ARQ        | Augusto Batalla       |     |
| 4          | DEF        | Jorge Moreira         |     |
| 2          | DEF        | Jonatan Maidana       |     |
| 28         | DEF        | Lucas Martínez Quarta |     |
| 20         | DEF        | Milton Casco          |     |
| 18         | MED        | Camilo Mayada         | 71' |
| 23         | MED        | Leonardo Ponzio       |     |
| 26         | MED        | Ignacio Fernández     |     |
| 10         | MED        | Gonzalo Martínez      |     |
| 11         | DEL        | Sebastián Driussi     |     |
| 7          | DEL        | Rodrigo Mora          | 68' |
| Entrenador | Entrenador | Marcelo Gallardo      |     |

| 21 | MED | Nicolás Pasquini    | 58' |
| 20 | DEF | Facundo Monteseirín | 79' |
| 17 | DEF | Rodrigo Erramuspe   | 86' |

| 17 | MED | Carlos Auzqui | 68' |
| 35 | MED | Tomás Andrade | 71' |

| Anotado         | 69' | Lautaro Acosta   | 1-0 |
| Anotado         | 80' | Nicolás Pasquini | 2-0 |
| Anotado · Penal | 87' | José Sand        | 3-0 |

| Amonestado | 17' | Maximiliano Velázquez |
| Amonestado | 41' | José Luis Gómez       |
| Amonestado | 41' | Marcelo Herrera       |
| Amonestado | 56' | Nicolás Aguirre       |
| Amonestado | 88' | José Sand             |

| Amonestado | 26' | Milton Casco    |
| Amonestado | 28' | Camilo Mayada   |
| Amonestado | 46' | Jonatan Maidana |
| Amonestado | 68' | Jorge Moreira   |

| Árbitro             | Germán Delfino |
| Árbitros asistentes | Sergio Zoratti |
| Árbitros asistentes | Sergio Viola   |
| Cuarto árbitro      | Diego Abal     |

| 31         | ARQ        | Esteban Andrada       |     |
| 4          | DEF        | José Luis Gómez       |     |
| 2          | DEF        | Marcelo Herrera       | 79' |
| 6          | DEF        | Diego Braghieri       |     |
| 3          | DEF        | Maximiliano Velázquez |     |
| 10         | MED        | Román Martínez        |     |
| 30         | MED        | Iván Marcone          |     |
| 19         | MED        | Nicolás Aguirre       | 58' |
| 16         | DEL        | Alejandro Silva       | 86' |
| 9          | DEL        | José Sand             |     |
| 7          | DEL        | Lautaro Acosta        |     |
| Entrenador | Entrenador | Jorge Almirón         |     |

| 1          | ARQ        | Augusto Batalla       |     |
| 4          | DEF        | Jorge Moreira         |     |
| 2          | DEF        | Jonatan Maidana       |     |
| 28         | DEF        | Lucas Martínez Quarta |     |
| 20         | DEF        | Milton Casco          |     |
| 18         | MED        | Camilo Mayada         | 71' |
| 23         | MED        | Leonardo Ponzio       |     |
| 26         | MED        | Ignacio Fernández     |     |
| 10         | MED        | Gonzalo Martínez      |     |
| 11         | DEL        | Sebastián Driussi     |     |
| 7          | DEL        | Rodrigo Mora          | 68' |
| Entrenador | Entrenador | Marcelo Gallardo      |     |

| 21 | MED | Nicolás Pasquini    | 58' |
| 20 | DEF | Facundo Monteseirín | 79' |
| 17 | DEF | Rodrigo Erramuspe   | 86' |

| 17 | MED | Carlos Auzqui | 68' |
| 35 | MED | Tomás Andrade | 71' |

| Anotado         | 69' | Lautaro Acosta   | 1-0 |
| Anotado         | 80' | Nicolás Pasquini | 2-0 |
| Anotado · Penal | 87' | José Sand        | 3-0 |

| Amonestado | 17' | Maximiliano Velázquez |
| Amonestado | 41' | José Luis Gómez       |
| Amonestado | 41' | Marcelo Herrera       |
| Amonestado | 56' | Nicolás Aguirre       |
| Amonestado | 88' | José Sand             |

| Amonestado | 26' | Milton Casco    |
| Amonestado | 28' | Camilo Mayada   |
| Amonestado | 46' | Jonatan Maidana |
| Amonestado | 68' | Jorge Moreira   |

| Árbitro             | Germán Delfino |
| Árbitros asistentes | Sergio Zoratti |
| Árbitros asistentes | Sergio Viola   |
| Cuarto árbitro      | Diego Abal     |